# Мамай Сарай
Мамай-Сарай (крим. Mamai-Sarai), Шехр - аль - Джедід, Кучугурське городище — велике місто Золотої Орди, що існувало в XIV столітті поблизу території сучасного Запоріжжя, за 18 км від острова Хортиця. На XIV століття місто було другим після Кафи найбільшим поселенням на території сучасної України.

## Історія
Засноване в часи хана Узбека. Відомо, що 1363 року дане місто вибирає місцем своєї ставки золотоординський темник Мамай.
На думку деяких істориків (А. Григор’єв, М. Єльников), Кучугурське городище є головною резиденцією беклярбека Мамая, містом Орду, період розквіту якого припадає на 1363–1380 роки. Можна також припустити, що місто занепало (або було зруйноване) після походу Тимура (Тамерлана) в 1395 році.
Збережені історичні документи пов’язують нижньодніпровські міста з ім’ям беклярбека Мамая. Василь Ляскоронський на початку XX ст. писав: «Мамаєва орда колись кочувала біля порогів… тут, навпроти Нікополя, є річка  та урочище Мамай, а неподалік ще недавно зберігалися руїни татарських мечетей».
Місто було розкопане 1953 року в урочищі «Великі Кучугури» Василівського району, напередодні створення Каховського водосховища. 
Археологічні розкопки Кучугурського городища, проведені в 1953 році, виявили цілий комплекс будівель, що належать до середини XIV ст. Серед них варто особливо виділити залишки мечеті площею 500 кв. метрів, поруч з якою були знайдені фундаменти мінарету. Крім того, був знайдений палац площею 476 кв. метрів, можливо, він був резиденцією ханів Золотої Орди або самого беклярбека Мамая.
Місто мало площу понад 10 га, в ньому знаходились: мечеть з мінаретом (площа 500 м²), лазня, багатокімнатний палац (площа 476 м²) та інші споруди.
А в бані на Кучугурському городищі існувала складна система «кан», яка опалювалась досить великою цегляною піччю, збудованою на кам’яному фундаменті. І сама споруда – баня, і специфічні опалювальні системи – «кани» були традиційними для золотоординської міської культури.